# Santos Montoya Torres
Santos Montoya (La Solana, 22 de febrer de 1966) és un eclesiàstic catòlic espanyol. És el Bisbe de Calahorra i la Calçada-Logronyo. Va ser bisbe auxiliar de Madrid (2017-2022).

## Biografia

### Formació
Nascut en la localitat de La Solana (Ciudad Real). Als deu anys es va traslladar a Madrid. En la capital d'Espanya, va realitzar diverses llicenciatures: llicenciat en Ciències Químiques per la Universitat Autònoma de Madrid, batxiller en Teologia per la Facultat de Teologia Sant Dámaso (1998), llicenciat en Teologia per la Universitat Pontifícia de Cometes (2000) i llicenciat en Teologia Dogmàtica per la Universitat Eclesiàstica Sant Dámaso. En 2020 va obtenir un màster en Discerniment Vocacional i Acompanyament Espiritual en la Universitat Pontifícia de Comillas.

### Sacerdoci
Va ser ordenat prevere el 18 de juny de 2000 i des de llavors ha exercit els càrrecs de viceconsiliario de l'Acció Catòlica General de Madrid, professor, vicerector i rector del Seminari Menor de Madrid; des de 2012, rector de la parròquia Beata María Ana de Jesús, director del col·legi homònim, arxipreste de Delícies-Legazpi (2012), membre del Consell Presbiteral i membre del Col·legi de Consultors des de 2017.

## Episcopat

### Bisbe auxiliar de Madrid
El 29 de desembre de 2017 es va anunciar el seu nomenament pel papa Francesc com a bisbe auxiliar de Madrid, juntament amb els sacerdots José Cobo Cano y Jesús Vidal Chamorro. Varen ser ordenats bisbes en la catedral de l'Almudena de Madrid el 17 de febrer de 2018.

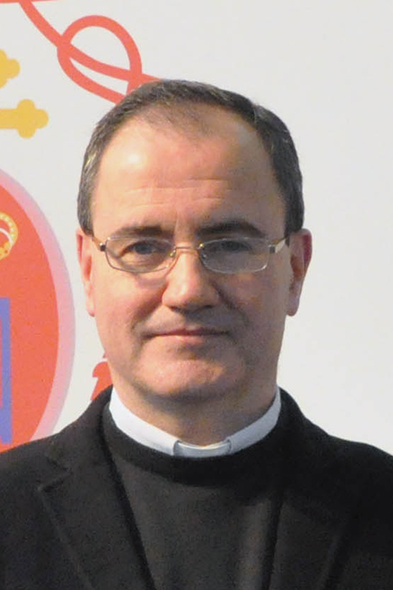
Santos Montoya, com a bisbe auxiliar electe de Madrid.

### Bisbe de Calahorra i la Calçada-Logronyo
El 12 de gener de 2022 el papa Francesc el va nomenar bisbe de Calahorra i la Calçada-Logronyo.
Des de juny de 2023 és consiliario de Mans Unides.

### Conferència Episcopal
En la Conferència Episcopal Espanyola va ser membre de la Comissió Episcopal del Clergat des d'abril de 2018 fins a març de 2020, quan es va incorporar a la Comissió Episcopal de Laics, Família i Vida.